# Svart bärpickare
Svart bärpickare (Melanocharis nigra) är en fågel i familjen bärpickare inom ordningen tättingar.

## Utseende och läte
Svart bärpickare är en liten och rätt slank tätting med svart näbb. Hanens fjäderdräkt varierar geografiskt, men alla har svart på huvud, rygg och stjärt samt en vit fjädertofs på sidan. Undersidan är grå eller svart och vingarna är olivgröna eller svarta. Honan är huvudsakligen olivgrön med något ljusare undersida. Arten liknar både gulnäbbad bärpickare och gulsidig bärpickare. Den har dock kortare stjärt än den senare och saknar den orangegula näbben hos den förra. Lätet består av ett upprepat gnissligt "witoo-chii!" som avslutas ljust.

## Utbredning och systematik
Svart bärpickare förekommer på och kring Nya Guinea. Den delas in i fyra underarter med följande utbredning:
- Melanocharis nigra pallida – förekommer på Waigeo (utanför västra Nya Guinea)
- Melanocharis nigra nigra – förekommer på Misool och Salawati samt västra Nya Guinea
- Melanocharis nigra unicolor – förekommer på Yapen, Meos Num, norra och östra Nya Guinea
- Melanocharis nigra chloroptera – förekommer i Aruöarna och på södra Nya Guinea (Mimikafloden, Flyfloden)

## Levnadssätt
Svart bärpickare är en vanlig skogslevande fågel i låglänta områden och förberg.

## Status och hot
Arten har ett stort utbredningsområde, men tros minska i antal, dock inte tillräckligt kraftigt för att den ska betraktas som hotad. Internationella naturvårdsunionen IUCN listar arten som livskraftig (LC).